# Гілберт Вестакотт Рейнольдс
Гілберт Вестакотт Рейнольдс (англ. Gilbert Westacott Reynolds; 10 жовтня 1895, Бендіго, штат Вікторія, Австралія — 7 квітня 1962, Мбабане, Свазіленд) — південноафриканський оптик і ботанік, дослідник роду Алое (Aloe).

## Біографія
Гілберт Рейнольдс народився 10 жовтня 1895 року в Бендіго, штат Вікторія, Австралія. У 1902 переїхав з батьками в
Йоганнесбург, де його батько створив оптичний бізнес. Молодий Рейнольдс здобув освіту в коледж Сент-Джонс в Йоганнесбурзі після чого брав участь у Першій світовій війні, дослужившись до звання капітана. Пізніше він отримав кваліфікацію окуліста, приєднавшись до справи батька в 1921 році. Він займався оптикою до 1960, коли він пішов на пенсію. Помер Гілберт Рейнольдс в Мбабане, Свазіленд 7 квітня 1967 року.

## Дослідження родуAloe
Зацікавленість Рейнольдса до алое почалася близько 1930 року, коли поблизу Преторії він зібрав свій перший алое (який виявився Aloe peglerae). Рейнольдс приніс його додому, посадивши в заболочений ґрунт, від чого рослина швидко загинула. Дослідник захотів дізнатись причину цього і почав вивчати умови зростання алое в Південній Африці.
Рейнольдс, однак, був не самотній у своєму надзвичайному інтересі до цього роду. Г'ю Безіл Крістіан (англ. Hugh Basil Christian) (1871—1950) був одним з провідних дослідників Алое в Південній Африці в першій половині двадцятого століття. До 1933 року вони конкурували у вивченні цих рослин на Півдні Африканського континенту. Для того, щоб вирішити цей конфлікт, Фред Лонг з Порт-Елізабет, редактор журналу «Park Administration», організував зустріч цих двох суперників, після якої було вирішено, що Рейнольдс зосередиться на вивченні видів, розташованих південніше річки Лімпопо, в той час як Крістіан буде вивчати ті, що зростають північніше.
Рейнольдс вивчав алое в цій області протягом майже 20 років, об'їздивши за цей час 170 000 км в Південній Африці, розшукуючи, збираючи та фотографуючи рослини в дикій природі. Він накопичив велику кількість даних про 133 види. Кульмінацією цієї роботи стала публікація 1950 року монументальної праці «Алое Південної Африки» (англ. «The Aloes of South Africa»). За словами фахівців книга Рейнольдса стала істинною віхою в історії публікацій з флори регіону. Вона й досі залишається, одним з найретельніших досліджень роду Aloe.
Того ж року помирає його колега-суперник Гарольд Безіл Крістіан і Рейнольдс почав дослідження алое Субсахарської Африки, Аравії і Мадагаскару. Між 1951 і 1960 він проїхав близько 70 000 км у пошуках Aloe. Однією з його цілей було повторно знайти, наскільки це можливо, ареали алое, описані в попередніх працях. За результатами своїх подорожей він написав серію статей в журналі «African Wild Life», що описують поїздки в Анголу, Ефіопію, Еритрею, на Мадагаскар, в Малаві, Сомалі та Танзанію. Він відвідав майже всі регіони, де зростають алое, крім Аравії і Сокотри.
Одним з найважливіших помічників Рейнольдса у його польових дослідженнях був швейцарець за походженням Пітер Рене Оскар Баллі (англ. Peter René Oscar Bally) (1895—1980). У 1953 році Рейнольдс і Баллі подорожували Ефіопією і Сомалі, бо види алое, що ростуть в Південні Ефіопії і Сомалі були недосконалою описані, та не мали ніяких ілюстрацій. Результатом їх співпраці в цій експедиції стала публікація з описом восьми нових видів і одного варитету з Сомалі.
Окрім Баллі з Рейнольдсом співпрацювали місцеві дослідники з різних країн Тропічної Африки. Особливо плідною була співпраця з Мері Річардс (1885—1977) — найвидатнішим ботанічним колекціонером, за словами Рейнольдса в Замбії і Танзанії. В 1964 році в пам'ять про неї він назвав новий вид Aloe richardsiae (укр. Алое Річардс).
Декілька видів алое із Зімбабве були названі Рейнольдсом на честь його сучасників, які зробили значний внесок у вивчення флори Зімбабве:
- Aloe ballii (укр. Алое Болла) — на честь Джона Болла (англ. John Ball);
- Aloe munchii (укр. Алое Мунка) — на честь Раймонда Мунка (англ. Raymond Munch);
- Aloe hazeliana (укр. Алое Гейзел) — на честь Гейзел Мунк (англ. Hazel Munch), дружини Реймонда Мунка, що супроводжувала чоловіка в його експедиціях;
- Aloe howmanii (укр. Алое Хаумана) — на честь Роджера Хаумана (англ. Roger Howman);
- Aloe plowesii (укр. Алое Плауза) — на честь Даррела Чарльза Герберта Плауза (англ. Darrel Charles Herbert Plowes), натураліста і фахівця із стапеліевих (Stapeliinae);
  - Aloe wildii (укр. Алое Вільда) — на честь Хірама Вільда (англ. Hiram Wild), професора, ботаніка із Зімбабве.

Однією з цілей роботи Рейнольдса над виданням довідника з алое було підготувати та опублікувати найкращі можливі ілюстрації видів. Розуміючи, що одна хороша ілюстрація коштує більше, ніж багато сторінок холодного опису, він фотографував кожен вид Алое з усіх можливих ракурсів, приділяючии велику увагу фототехніці та фотоматеріалам, тому якість кольорових фотографій у його книзі була дуже високою, як для видання 1950 року. Монографія «Алое Південної Африки» (англ. «The Aloes of South Africa») відразу була визнана фахівцями однією з найкращих монографій, присвячених сукулентним рослинам. Вона витримала ще 3 перевидання: у 1969, 1974 та 1982 році.
Про алое з Тропічної Африки, Аравії та Мадагаскару йдеться в другій книжці Рейнольдса «Алое Тропічної Африки і Мадагаскару» (англ. The Aloes of Tropical Africa and Madagascar), в якій описаний 151 вид алое, що зростають на північ від Лімпопо в тропічній Африці, Аравії, Сокотрі, в тому числі 46 видів з Мадагаскару. Вона базувалась на його дослідженнях роду Aloe починаючи з 1950 року після смерті Безіла Крістіана.
Загалом Гілберт Рейнольдс описав 83 нових види алое, з яких 77 є наразі прийнятими, та 19 нових варитетів. У підсумку це складає 102 нових таксони. Фігейредо і Сміт у 2010 нарахували 915 таксонів алое різного рангу, опублікованих з 1753 року. Таким чином на долю Рейнольдса припадає 11 % від загальної кількості. Це робить його найплодовитішим автором роду Aloe з усіх, що були до нього та після нього.
Кількість публікацій Гілберта Рейнольдса про рід Aloe становить щонайменше 122, 8 з них є книжками. При цьому тільки у двох цих публікаціях він співпрацював з іншими авторами, у решті Рейнольдс — єдиний автор.

## Нагороди
Гілберт Вестакотт Рейнольдс здобув багато нагород. У липні 1951-го Південна Африканська асоціація просування науки присудила йому Почесну грамоту того ж року він став членом Товариства Ліннея.
27 червня 1952 Університет Кейптауна присудив йому ступінь почесного доктора «за видатний внесок у ботанічну науку його роботами по роду Aloe».
Ботанічне товариство Південної Африки нагородило його медаллю Болюса в 1966.
Том 34 престижного журналу «Квітучі рослини Африки» (англ. «Flowering Plants of Africa») повністю присвячений Гілберту Рейнольдсу (1961).

## Вшанування пам'яті
Ім'я Рейнольдса увічнене в назвах деяких рослин, зокрема:
- Aloe reynoldsii (укр. Алое Рейнольдса),
- Dierama reynoldsii,
- Kniphofia reynoldsii,
- Streptocarpus reynoldsii.

Ім'я Рейнольдса носять ворота в Національному ботанічному саду Преторії, створені Гансом Бругерром. Ворота складаються з двох ідентичних центральних блоків, які утворюють дзеркальне відображення одне одного. На них зображено 6 різних видів алое.